# Mesoregione di Vale do Paraíba Paulista
Vale do Paraíba Paulista è una mesoregione dello Stato di San Paolo, in Brasile.

## Microregioni
Comprende 6 microregioni:
- Bananal
- Campos do Jordão
- Caraguatatuba
- Guaratinguetá
- Paraibuna/Paraitinga
- São José dos Campos